# نائومی اسنیکوس
نائومی اسنیکوس ویتاکر (به انگلیسی: Naomi Snieckus Whitaker؛ زادهٔ ۲۴ فوریهٔ ۱۹۷۴) یک بازیگر اهل کانادا است. 

## فیلم‌شناسی
| سال       | نام                  | کارگردان              |
| ۲۰۱۵–۲۰۰۱ | دگراسی: نسل بعدی     | لیندا اسکایلر کیت هود |
| ۲۰۰۷–۲۰۰۲ | منطقه مرده           | استیون کینگ           |
| ۲۰۱۲–۲۰۰۷ | مسجد کوچکی در مرغزار | زرقا نواز             |
| ۲۰۱۱–۲۰۱۰ | دوست‌یابی             | مت هونربوک مارک بیسو  |
| ۲۰۱۰      | اره ۷                | کوین گرویترت          |
| ۲۰۱۵      | مراحل                | اندرو کوری            |
| ۲۰۱۶      | تعویض                | جی کاراس              |
| --------- | -------------------- | --------------------- |